# Cryphoeca brignolii
Cryphoeca brignolii är en spindelart som beskrevs av Thaler 1980. Cryphoeca brignolii ingår i släktet Cryphoeca och familjen panflöjtsspindlar. Inga underarter finns listade i Catalogue of Life.